# Bomsori Kim
Bomsori Kim (en coreano, 김봄소리; Daegu, 13 de diciembre de 1989) es una violinista surcoreana. Toca como solista con importantes orquestas sinfónicas y da recitales en auditorios internacionales.

## Datos biográficos
Bomsori nació en Daegu, Corea del Sur. Se inició en el estudio del violín a la edad de cinco años. En esa época se trasladó a Seúl con su familia para asistir a la Escuela de Arte Yewon.
Bomsori obtuvo el grado de licenciatura en la Universidad Nacional de Seúl, habiendo estudiado con Young Uck Kim. Estudió con beca una maestría en la Escuela Juillard de Nueva York, bajo la dirección de Sylvia Rosenberg y Ronald Copes.
Desde 2013 toca un violín Guadagnini de 1774 prestado, debido a los méritos artísticos de Bomsori Kim, por la Fundación Cultural Kumho Asiana.

## Carrera musical
Bomsori ha obtenido premios diversos en más de una docena de concursos internacionales de violín, entre los que sobresalen los siguientes: Concurso Internacional Chaikovski, Concurso Internacional Reina Isabel|Reina Isabel, Concurso Internacional ARD, Concurso internacional de violín Jean-Sibelius, Concurso musical internacional de Montreal, Concurso internacional de violín Henryk-Wieniawski.

## Discografía
En 2017, Warner Classics publicó el primer álbum de Bomsori Kim dedicado a obras de Wieniawski y Shostakóvich. Junto a la Orquesta Filarmónica de Varsovia dirigida por Jacek Kaspszyk interpretó el concierto para violín n.º 2 de Wieniawski y el concierto para violín n.º 1 de Shostakóvich, del que la revista BBC Music Magazine destacó su 

tonalidad equilibrada con potentes expresiones rítmicas.

En 2019, publicó un disco con obras de Debussy, Fauré, Szymanowski y Chopin editado por Deutsche Grammophon.